# オイレス工業
オイレス工業株式会社（オイレスこうぎょう 英: OILES CORPORATION）は東京都港区の機械メーカー。

## 概要
自動車、FA・OA・AV等の機器や、産業機械に使用されるオイルレス軸受（無給油軸受）、建築用・土木構造用の免震・制振装置の製造をしている機械（産業機器）メーカーである。無給油式軸受けメーカー最大手。オイルレスベアリングでは国内で5割のシェアを持つ。免震装置でも首位。ほかに建築機器・計測機器などを手掛ける。
現在は1800件以上の特許を保有。売り上げの60%を特許製品が占め、円高等の景気による煽りを受けにくい。「日本初」の肩書がつく製品（『自動車排気管用無給油球面シール軸受』、『鉛プラグ入り積層天然ゴム免震装置』など）も多数ある。
当社の免震装置はスカイツリー、ソラシティ（事務所　店舗　駐車場）、日清製粉グループ本社製粉記念館本館、靖国神社灯篭免震工事（灯篭）など、また制震装置は中京競馬場、新宿イーストサイドスクエア、JPタワーなどで採用されている。

## 沿革
- 1939年（昭和14年）- 川崎宗造により日本オイルレスベアリング研究所として創業。
- 1952年（昭和27年）- 株式会社に改組。株式会社日本オイルレスベアリング研究所を設立。
- 1958年（昭和33年）- 日本オイレス工業株式会社に商号変更。
- 1962年（昭和37年）- 神奈川県大和市に大和工場を開設。
- 1966年（昭和41年）- オイレス工業株式会社に社名変更。
- 1976年（昭和51年）- 米国にて現地法人「オイレス アメリカ コーポレーション」を設立。
- 1981年（昭和56年）- 本社を東京都港区へ移転。
- 1987年（昭和62年）- 日本初の免震構造ビルを藤沢事業場内に建設（テクニカルセンター）。免震装置「オイレスLRB」の製造販売を開始。
- 1988年（昭和63年）- 中国に「自潤元件工業有限公司」設立、ドイツに「Oiles Tribomet Gleitlemente GmbH」設立。
- 1989年（平成元年）- 株式公開。
- 1994年（平成6年）- 東証2部へ上場。
- 1995年（平成7年）- 株式会社免震エンジニアリングを設立。
- 1997年（平成9年）- 東証1部へ上場。
- 1998年（平成10年）- 中国に「上海自潤軸承有限公司」を設立。
- 2002年（平成14年）- タイに合弁会社「Oiles（Thailand）Company Limited」を設立。
- 2003年（平成15年）- 建築機器事業を分社化。チェコに「Oiles Czech Manufacturing s.r.o」を設立。建築機器事業を分割し、オイレス・エコシステム株式会社と統合、社名をオイレスECO株式会社に変更。
- 2004年（平成16年）- 本社を現在地に移転。カナダに「オイレス カナダ コーポレーション」を設立。
- 2005年（平成17年）- 中国（蘇州）に「自潤軸承（蘇州）有限公司」を設立。フランスに「Oiles France SAS」設立。
- 2011年（平成23年）- インド共和国に「Oiles Self Lubricating Bearings Manufacturing Private Limited」を設立。
- 2012年（平成24年）- 中国現地企業の大連三環複合材料技術開発有限公司（現・持分法適用会社）の株式の一部を取得。
- 2013年（平成25年）- Oiles India Private Limited ニムラナ工場を開設。
- 2014年（平成26年）- 中国に「甌依鐳斯貿易（上海）有限公司」を設立。

## 生産拠点
- 藤沢事業場 - 神奈川県藤沢市
- 足利事業場 - 栃木県足利市
- 滋賀工場 - 滋賀県栗東市
- 大分工場 - 大分県中津市
- 海外拠点はアメリカ、ドイツ、チェコ、中国、台湾、タイの6ヶ所にある。